# Liparocephalus
Liparocephalus is een geslacht van kevers uit de familie van de kortschildkevers (Staphylinidae).

## Soorten
- Liparocephalus brevipennis (Mäklin, 1853)
- Liparocephalus cordicollis LeConte, 1880
- Liparocephalus litoralis Kirschenblatt, 1938
- Liparocephalus tokunagai Sakaguti, 1944